# Loricaria cataphracta
Loricaria cataphracta är en fiskart som beskrevs av Carl von Linné 1758. Loricaria cataphracta ingår i släktet Loricaria och familjen Loricariidae. Inga underarter finns listade i Catalogue of Life.